# بروس غوردون (مسير أعمال)
بروس غوردون (بالإنجليزية: Bruce Gordon)‏ هو مسير أعمال أسترالي، ولد في 4 فبراير 1929 في رندويك ‏ في أستراليا.